# OPLOG
En OPLOG er et operativt logistisk støttecenter.

## Formål
I forbindelse med at man i forsvaret oprettede det fælles Værksted Danmark, der har til formål at gøre arbejdsgangen fra enhederne til de servicerende værksteder mere smidig, blev der i søværnet oprettet to OPLOG's.
Disse OPLOG's skal være indgangsvinklen fra de servicerede enheder til de servicerende enheder.
OPLOG's kan desuden udsende underafdelinger OPLOG TEAM's, der kan yde specifik støtte ved f.eks. udsendelse af enheder til NATO-styrker.

## Permanente OPLOG's
Der er to permanente OPLOG's: OPLOG FRH, der har til huse på Flådestation Frederikshavn og OPLOG KOR, der har til huse på Flådestation Korsør.
| Militær | Spire Denne artikel om militær er en spire som bør udbygges. Du er velkommen til at hjælpe Wikipedia ved at udvide den. |